# Adriana Parets
Adriana Parets (Buenos Aires, Argentina, 25 de febrero de 1944) es una actriz, exbailarina y vedette argentina de cine, teatro y televisión.

## Carrera
Adriana Parets es una gran actriz que tuvo su tiempo de popularidad en los años 1970 y 1980. Se inició como modelo debido a su gran belleza, sus fuertes rasgos y sus ojos celestes llamativos. Estudió en el Colegio Modelo de Castelar y, luego, se inició como primera bailarina de Ekatherina de Galantha. Pedro Escudero fue quien la llevó a estudiar actuación. Al poco tiempo se convirtió en segunda vedette del Teatro Nacional, y luego en primera vedette.
Trabajó en cine y televisión interpretando papeles que fueron de dulces jovencitas a villanas incorregibles. En teatro se lució en el escenario como primera vedettes acompañando a grandes figuras del ambiente artístico.
Entre los importantes actores y directores con los que trabajó figuran Enrique Carreras, Roberto Ayala, José Slavin, Leonor Benedetto, Carlos Vanoni , Marty Cosens, Mercedes Carreras, Ethel Rojo, Ricardo Espalter, Luisa Albinoni, Susana Traverso, Hugo Moser, Olga Zubarry y la dupla cómica, Porcel- Olmedo, entre otros.

### Filmografía
- 1969: Los debutantes en el amor
- 1970: Blum
- 1974: La Madre María
- 1975: Las procesadas
- 1975: La guerra del cerdo
- 1975: Solamente ella
- 1976: Piedra libre como la esposa de Vicente
- 1977: Las locas como Natalia
- 1977: Así es la vida
- 1978: Mi mujer no es mi señora como Tina
- 1978: Con mi mujer no puedo
- 1979: Los drogadictos
- 1980: Desde el abismo
- 1980: Comandos azules en acción
- 1980: Frutilla
- 1981: Sucedió en el fantástico Circo Tihany como señorita Angélica
- 1982: Pubis angelical
- 1983: Los extraterrestres como la jefa de la mafia
- 1984: Atrapadas como la Celadora
- 1985: Sucedió en el internado como la Celadora
- 1988: La clínica loca
- 1988: Las locuras del extraterrestre
- 1996: Adiós, abuelo
- 2000: Solo y conmigo

### Televisión
- 1980: María, María y María como Trudy
- 1981: El teatro de Mercedes Carreras (Ep. "Buena Suerte") como Elena
- 1981: Teatro del humor (Ep. Cásese primero y pague después) como Clotilde
- 1982: Los siete pecados capitales como Margarita[3]
- 1997/1998: Ricos y famosos
- 1999: Amar parece tan fácil,[4] emitido por ATC
- 2004: Locas de amor
- 2005: Casados con hijos (Episodio:"El testamento de Pepe") como la tía Coca
- 2011: El hombre de tu vida (Cap. 5) como la amiga de Dora del Bianco

### Teatro
En teatro brilló tanto en las revistas como vedette y en obras dramáticas:
- 1968: Las 40 Primaveras - Teatro Maipo junto a Osvaldo Pacheco, Zaima Beleño , Jorge Porcel, Juan Carlos Altavista, Pochi Grey, Larry Dixon, Sonia Grey, Pedro Sombra, El Cuarteto Federico Grela, Ada Zanet, Gladys Lorenz, Lizzy Lot, Tita Coel, Yeli Denoyer, Gloria Prat, Ginette, Violeta Rivas, Néstor Fabián, Daniel Riolobos y Los Cinco Latinos.
- 1968: El Maipo en Luna Nueva - Teatro Maipo junto a Jorge Porcel, Don Pelele, Alberto Anchart, Norma Pons, Mimí Pons, Carlos Scazziotta, Pedro Sombra, Rocky Pontoni, Katia Iaros, Mario Medrano, Betina Escobar, Gloria Prat, Eneri Carvajal, Alicia Dora y Susy Marco - Dirección: Carlos A. Petit.
- 1968: Escándalo en el Maipo - Teatro Maipo junto a Jorge Porcel, Hilda Mayo, Alberto Anchart, Liana Dumaine, Gladys Lorens, Elvia Evans, Pedro Sombra, Extraña Dimensión, Ruth Durante, Gloria Prat, Domingo Barbieri, Mario Medrano, Jorge Luz, Yely Denoyer, Betina Escobar, Alicia Dora y Los Bombos Tehuelches.
- 1969: Buenos Aires 2001 - Teatro Maipo junto a Jorge Porcel, Hilda Mayo, Alberto Anchart, Liana Dumaine, Gladys Lorens, Elvia Evans, Pedro Sombra, Extraña Dimensión, Ruth Durante, Gloria Prat, Domingo Barbieri, Mario Medrano, Jorge Luz, Yely Denoyer, Betina Escobar, Alicia Dora y Los Bombos Tehuelches.
- 1970: Chau... verano loco - Teatro Maipo junto a Jorge Luz, Emilio Vidal, Don Pelele, Carlos Scazziotta, Katia Iaros y Pedro Sombra.
- 1970: El Maipo está piantao! - Teatro Maipo junto a Nélida Roca, Dringue Farías, Don Pelele, Norma Pons, Mimi Pons, Nacha Guevara, Jorge Luz, Carlos Scazziotta, Emilio Vidal, Studio 4, Pedro Sombra, Katia Iaros, Rocky Pontoni, Esteban Greco, Betina Escobar, Celia Mores, Emeri Carvajal, Gloria Galván, Alicia Dora, Mamina Vane, Olga Imbergt y Yeli Denoyer - Dirección, coreografía y montaje: Ricardo Ferrante. En este temporada Parets llegó a reemplazar a Roca debido a sus problemas de articulaciones, con dolores muy fuertes.
- 1971: El Maipazo del año - Teatro Maipo, junto a José Marrone, Nélida Lobato, Don Pelele, Jorge Porcel, Haydee Padilla, Alberto Anchart, Lizzy Lot, Elizabeth Aidil, Oscar Valicelli, Hernán El Insólito, Sal Angélica, Los Ranqueles, The Royal Bluebell Girls y Ricardo Ferrante.
- 1971: Maiporema - Teatro Maipo junto a Don Pelele, Zaima Beleño, Jorge Porcel, Emilio Vidal, Haydee Padilla, May Avril, Lizzy Lot y Julián Favre.
- 1971: La revista de Buenos Aires  - Teatro Nacional junto a Tito Lusiardo, Alfredo Barbieri, Norma Pons, Mimí Pons, Rosanna Falasca, Pete Martin, Roberto García Ramos, Katia Iaros, Rafael Carret y elenco.
- 1972: Fantástica - Teatro Nacional junto a Zulma Faiad, Vicente Rubino, Rafael Carret, Marcos Zucker, Carlos Scazziotta, Estela Raval, Katia Iaros, Roberto García Ramos, Moria Casán, Irene Moreno, Enrique Ibarreta, Fredy Conde, Carlos Reyes, Alberto Campanini y Polvorita.
- 1972: Buenos Aires al verde vivo - Teatro Nacional junto a José Marrone, Adolfo Stray, Alfredo Barbieri, Violeta Montenegro, Gogó Andreu, Mario Fortuna, Katia Iaros, Enrique Ibarreta, Fernando Reyna, Carlos Reyes, Moria Casán y Patricia Dal.
- 1973: Escándalos - Teatro Nacional junto a Nélida Lobato, Darío Vittori, Norman Briski, Ubaldo Martínez, Zulma Faiad, Tu Sam, Guadalupe (actriz), Calígula y Lea Marturano.
- 1973: Stray al gobierno, Marrone al poder - Teatro Cómico junto a José Marrone, Adolfo Stray, Katia Iaros, Silvia Scott, Moria Casán y Estela Raval.
- 1974: Pippin - Teatro El Nacional junto a Beatriz Bonnet, Tincho Zabala, Luisina Brando, Gloria Guzmán, Raúl Lavié, Rafael Cini, Osvaldo Ale, Enrique Ibarreta, Alberto Campanini, Guadalupe (actriz), Guillermo Marin, Emilio Vigo, Edda Bustamante, Violeta Millan, Eduardo Helling, Mario Lorenzo, María de los Ángeles Narvaja, Orlando Ramírez, Elsa Marval y Cristina Cinza - Dirección y coreografía: Fernando Grahal - Dirección de diálogos: Raúl Rossi.
- 1974/1975: Colitas pintadas - Teatro El Nacional junto a Violeta Rivas, Santiago Bal, Raúl Lavié, Jorge Corona, Eduardo Muñóz, Amparito Castro, Guido Gorgati, Mirtha Amat, Edda Bustamante, Rafael Cini, Wanda Seux, Verónica Lange, Omar Serrano y elenco.
- 1976: Erase una vez en Buenos Aires - Junto a Dringue Farías, Gogó Andreu, Katia Iaros, Carlos Perciavalle y Mimí Ardú
- 1977: Locas del verano 2000 - Teatro Cómico junto a Dringue Farias, Gogó Andreu, Los Anchart, Graciela Amor, Cristina Sabatini, Edda Bustamante y Gisel Ducal.
- 1978: ¡Qué piernas para el mundial! - Teatro Cómico junto a Dringue Farías, Adriana Aguirre, Alfredo Barbieri, Vicente Rubino, Roberto García Ramos y elenco.
- 1994: Pobres angelitas -Teatro Regina de Mar del Plata junto a Analía Gadé, Marta González y Patricia Sarán.
- 1998: Ricos y famosos
- 2015: Electra - Dueña de las moscas - Teatro Luisa Vehil junto a Alfredo Fernández, Yanina Gigena, Pamela Mora, Soledad Andrián, Bárbara Álvarez Lía, Érica Belizán, Lucas Lopardo, Carolina Formica, Franco Monzani y Juan Carlos Puppo - Dirección: Franco Monzani.
- 2016: Las laicas consagradas - Teatro La Casona junto a Victoria Carreras, Verónica Fucci, Antonia Demichelis y Fabián Rendo.
- 2019: Prófugas - Teatro La Comedia junto a Alejandra Colunga, Sandra Candore, Vanina Parets y Fernando Montecinos.

## Vida privada
Se casó siendo muy joven con el escritor y guionista de cine, periodista de espectáculos y abogado Dr. José Dominiani, durante 25 años estuvieron juntos hasta que su esposo falleció en 1992. Años más tarde, inició una nueva pareja con el Sr. Carlos Molinari.